# Липовка (Липовское сельское поселение)
Липовка — деревня в Смоленской области России, в Рославльском районе. Расположена в южной части области в 15 к юго-востоку от Рославля, на автодороге А141 Орёл — Витебск, на реке Вороница. Население — 633 жителя (2007 год). Административный центр Липовского сельского поселения.

## История
Впервые упоминается в 1776 году (Межевая книга) /Список населённых мест Смоленской губернии, СПб., 1868 г., с. 343, 364, 368./

## Экономика
Средняя школа, детский сад, фельдшерско-акушерский пункт, дом культуры, отделение связи, библиотека.